# Candela Larrondo
Candela Larrondo (Díaz, Santa Fe, Argentina; 20 de septiembre de 2002) es una futbolista argentina. Juega de mediocampista y delantera en Rosario Central de la Primera División Femenina de Argentina.

## Trayectoria

### Sportivo Díaz
Inició su carrera deportiva profesional en Sportivo Díaz de su pueblo natal, en el año 2013, a los 11 años de edad.

### Ventarrón de Salto Grande
De 2013 a 2016 jugó para el club El Ventarrón de la localidad de Salto Grande.

### River Plate
Durante la primera mitad del año 2016 fue parte del millonario.

### Huracán de Bustinza
En la segunda parte del año 2016 y primera del año 2017 tuvo paso por el Club Atlético Huracán de Bustinza.

### Logia
Desde la segunda mitad de 2017 y hasta enero del año 2019 formó parte del conjunto santafesino.

### Platense
En enero de 2019 fue fichada por El Calamar para disputar el torneo "Fiesta Sudamericana de la Juventud 2019" en Paraguay. En marzo de ese mismo año firma su primer contrato y forma parte del primer equipos de Las Calamares de la Primera División A.

### Argentino de Rosario
Luego de media temporada en Platense, debido a cuestiones personales decide dejar el equipo y llega a Argentino de Rosario, para disputar la Primera División B (segunda categoría) en la temporada 2019-20.

### Rosario Central
Luego de un primer paso efímero en el año 2013, para el inicio del año 2020 ya era parte del Canalla y se entrenaba con la reserva. En diciembre de 2022 firma su primer contrato profesional con la entidad rosarina. Ya había disputado minutos con el primer equipo a principios de susodicho año, y en la Copa Federal 2022, convirtió un gol ante San Martín de Tucumán por los octavos de final.

## Selección nacional
Formó parte de la Selección argentina de fútbol femenino en el Sudamericano Sub-17 y Sub-20.

## Estadísticas

### Clubes
| Club                      | País      | Año             |
| ------------------------- | --------- | --------------- |
| Sportivo Díaz             | Argentina | 2013            |
| Rosario Central           | Argentina | 2013            |
| Ventarrón de Salto Grande | Argentina | 2013 - 2016     |
| River Plate               | Argentina | 2016            |
| Huracán de Bustinza       | Argentina | 2016 - 2017     |
| Logia                     | Argentina | 2017 - 2019     |
| Platense                  | Argentina | 2019            |
| Argentino de Rosario      | Argentina | 2019 - 2020     |
| Rosario Central           | Argentina | 2020 - presente |